# The Evil Dead
The Evil Dead (også kendt som Evil Dead, The Book of The Dead, Sam Raimi's The Evil Dead og The Evil Dead: The Ultimate Experience in Grueling Terror) er en amerikansk gyserfilm fra 1981, skrevet og instrueret af Sam Raimi og med Bruce Campbell, Ellen Sandweiss og Betsy Baker i hovedrollerne. Filmen bliver regnet som en af de største klassikere i gysergenren. Den fik aldrig dansk biografpremiere, men udkom mange år senere i dansk distribution først på vhs fra Jaguar Film, og senere på dvd fra Midget Entertainment.

## Handling
Fem universitetsstuderende venner skal tilbringe en weekend i en hytte i en skov i Tennessee. Det de ikke ved er at hyttens tidligere beboer var en professor som havde fundet Dødens bog. Vennerne finder bogen i hyttens kælder og afspiller et bånd med oversættelsen af indholdet. Da vækker de ondskaben til live som findes i skoven omkring hytten, og en efter en bliver de dræbt og gjort om til deadites (zombier). Filmen slutter med at skovens usynlige ondskab kommer farende mod den sidste overlevende, Ash (Campbell).

## Medvirkende
- Bruce Campbell .... Ashley 'Ash' J. Williams
- Ellen Sandweiss .... Cheryl
- Richard DeManincor ....	Scotty
- Betsy Baker .... Linda Williams
- Theresa Tilly .... Shelly

## Baggrund
Efter at have skrevet en skoleopgave om Necronomicon (lat. «de dødes bog») af H.P. Lovecraft bestemte Sam Raimi sig for at skrive en film om bogen. Sammen med sine bedste venner Bruce Campbell og Robert Tapert dannede de filmselskabet Renaissance Pictures for at filme manuskriptet. De havde imidlertid ikke penge til at finansiere en helaftens spillefilm, og for at skaffe investorer filmede de en kortere version af historien, Within The Woods. Den blev vist i Detroit og sikrede dem et budget på $375.000.
Et filmteam på 37 blev samlet, og filmen blev skudt over tre måneder. De ville oprindelig filme i Michigan, men da de mente det ville blive for koldt (de begyndte i november 1979) flyttede de produktionen til Tennessee. Den vinter var det unaturlig varmt i Michigan, og unormalt koldt i Tennessee. Med på holdet var specialeffectmanden Tom Sullivan, og filmens succes skyldes mange af hans realistiske løsninger.
Filmoptagelserne var planlagt til seks uger, men blev udvidet til tolv. Det varede to år før filmen var færdig. I løbet af den tid var budgettet for længst brugt op, og gutterne måtte tage mange ekstrajob for at få filmen færdig.
Filmen havde premiere på Redford Theatre i Detroit 15. oktober 1981 under orginaltitlen The Book Of The Dead. Filmen ankom fra New York, hvor den var blevet klippet samme dag som premieren fandt sted. I maj 1982 blev den vist på Filmfestivalen i Cannes, hvor blandt andet Stephen King var i salen. Han var ude af sig selv af begejstring, og med hans anprisning på plakaterne blev filmen lanceret i resten af USA, under titlen The Evil Dead (efter tips fra producenten Irvin Shapiro om at ingen ville se en film om en bog af frygt for at de skulle læse i 90 minutter).

## Censur
Der blev lagt meget arbejde i sminken på filmen, så alle voldsscenerne er realistiske. Det førte til at filmen blev forbudt i flere lande som Tyskland og England. Kritikken gjorde den meget populær på video, også i de lande den var forbudt, hvor piratkopier og importerede bånd florerede. Først i 2001 blev filmen tilladt uklippet i England og Tyskland.

## Opfølgere
Filmen har fået to opfølgere, Evil Dead II i 1987 og Army of Darkness i 1993. De indeholdt mere og mere humor, så meget at sidste ofte ikke regnes som en ordentlig gyserfilm, men mere som en parodi. Hver af dem begyndte med en lille introduktion til historien. Introduktionen er så lang (og med en del forandringer fra originalhistorien) i Evil Dead II, at mange tror at det drejer sig om en genindspilning af filmen.
Det har længe været rygter om en ny film i serien, men intet er blevet bekendtgjort.
Det er også blevet produceret fire computerspil baseret på filmen. The Evil Dead (til Commodore 64), Evil Dead: Hail to the King (til PlayStation, Sega Dreamcast og PC), Evil Dead: A Fistful of Boomstick (til PlayStation 2 og Xbox) og Evil Dead: Regeneration (til PlayStation 2, Xbox og PC).

## Trivia
- Hytten, de egentlig skulle filme i, var ikke ledig da de kom til Tennessee, så de måtte finde en ny. Den havde ikke kælder, så de scener måtte filmes på Robert Tapers forældres gård.
- De to fiskere, de unge møder på vej til hytten, er Sam Raimi og Rob Tapert.
- Bilen de kører i er Raimis Oldsmobile. Den bil har været med i alle hans film - endda i hans westernfilm De hurtige og de døde.